# Afera Stella Maris

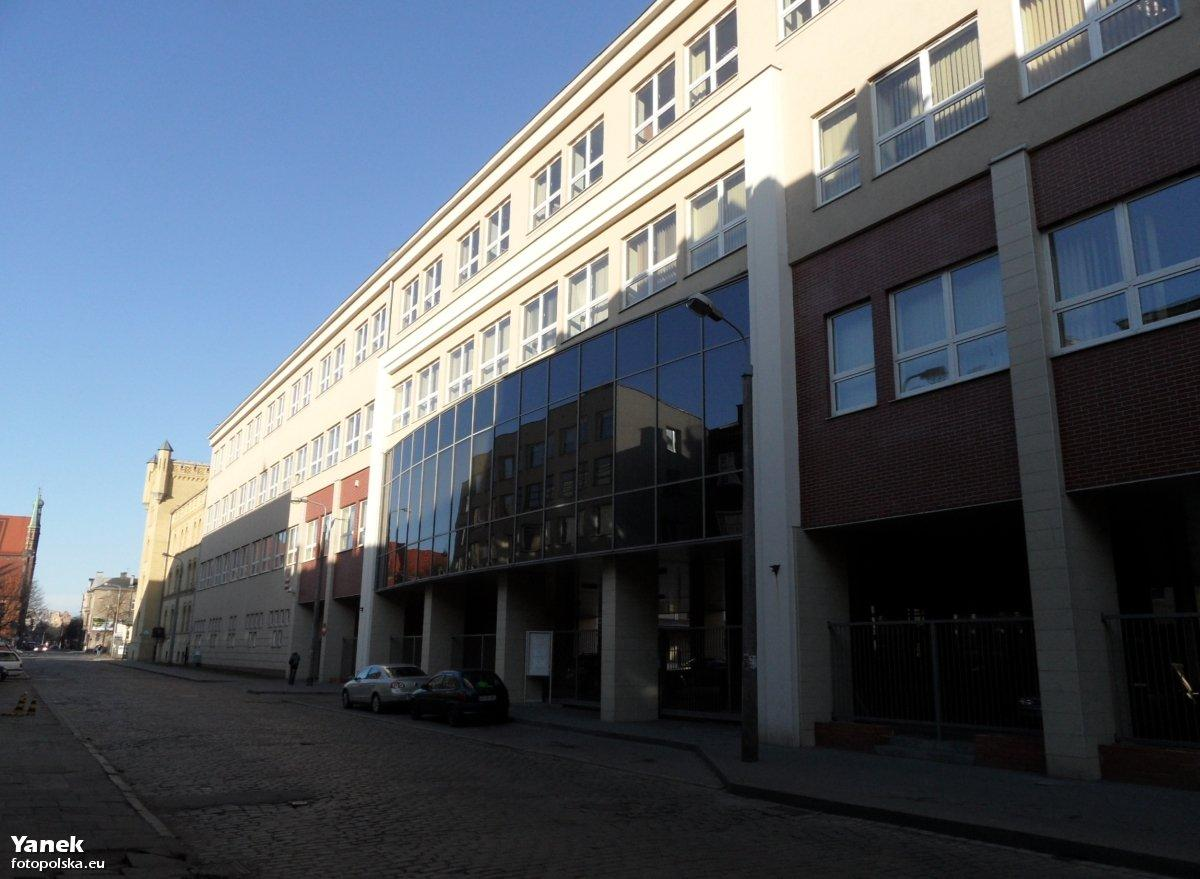
Dawna siedziba wydawnictwa

Afera Stella Maris – medialne określenie nieprawidłowości związanych z działalnością gospodarczą Wydawnictwa Archidiecezji Gdańskiej „Stella Maris” Sp. z o.o., w tym z bezprawnym pozyskiwaniem zwrotu podatku od Skarbu Państwa przez jej pracowników i członków zarządu, ujawnionym w 2002. Zewnętrzne podmioty podpisywały umowy z powiązanym z kurią gdańską wydawnictwem Stella Maris. Zamówione usługi były fikcyjne. Wydawnictwo zwolnione było z płacenia podatku dochodowego od osób prawnych. W latach 1997–2001 w Wydawnictwie Archidiecezji Gdańskiej Stella Maris, pod pozorem fikcyjnych usług konsultingowych, miało dojść do „wyprania” pieniędzy dwudziestu spółek na łączną kwotę ponad 67 mln zł.
Wydawnictwo Stella Maris (łac. gwiazda morza) od sierpnia 2001 jako spółka z ograniczoną odpowiedzialnością o numerze KRS 0000037320 korzystało ze zwolnienia z płatności podatku dochodowego od osób prawnych, w części przeznaczonej na cele statutowe Kościoła katolickiego.
Pierwszymi podejrzanymi była kadra zarządzająca, w tym dyrektor i były kapelan abpa Tadeusza Gocłowskiego – metropolity gdańskiego, ksiądz Zbigniew Bryk. Zarzucono im, że w latach 1998–2001 wystawiali faktury VAT za fikcyjne usługi konsultingowe i doradcze. Oskarżone w aferze osoby, podejrzane są o nadużycia podatkowe i nielegalne przywłaszczanie pieniędzy. Czyny zarzucane im przez prokuratora zagrożone są karą do 10 lat pozbawienia wolności. Według prokuratora, oskarżeni wypłacali wydawnictwu Archidiecezji Gdańskiej Stella Maris pieniądze za usługi, których w praktyce wydawnictwo nie świadczyło, wystawiając za nie fikcyjne faktury. Gotówka formalnie miała być przeznaczona na cele statutowe Kościoła katolickiego lub zakup papieru. W rzeczywistości pieniądze wracały do oskarżonych, po odjęciu od 8 do 10 proc. prowizji dla wydawnictwa. Jednym z głównych podejrzanych jest były PRL-owski cenzor i właściciel firmy konsultingowej Jerzy B. W celu rozwiązania problemów z tym związanych zgodnie z dekretem każdy diecezjalny ksiądz co miesiąc będzie płacić na specjalne konto 50 zł.
W kilkunastu śledztwach dotyczących nieprawidłowości w funkcjonowaniu wydawnictwa Stella Maris zarzuty postawiono dla ponad 40 osób. Proces podzielono na kilka etapów, ale pierwsze akty oskarżenia skierowano już w 2004 r. wobec siedmiu oskarżonych. W 2014 r. skazano oskarżonych na kary z reguły w zawieszeniu ich wykonania, przy czym zapadły również wyroki uniewinniające, jak też doszło do umorzenia postępowania karnego wobec niektórych kategorii sprawców. W 18 stycznia 2019 Sąd Okręgowy w Gdańsku uniewinnił Jerzego Jędykiewicza od zarzutu wyprowadzenie prawie 31 mln zł oraz przestępstwa prania brudnych pieniędzy (art. 299 Kodeksu karnego) na kwotę ok. 14 mln zł i czterech innych sprawców wskazując, że zebrany materiał dowodowy nie pozwala na przypisanie oskarżonym czynów w postaci przyjętej w akcie oskarżenia.